# تیم ملی فوتسال آنگولا
تیم ملی فوتسال آنگولا نماینده آنگولا در مسابقات بین‌المللی فوتسال و یکی از تیم‌های فوتسال آفریقایی است.